# Hokejový turnaj v Berlíně 1909
Hokejový turnaj v Berlíně 1909 byl prvním ročníkem Hokejového turnaje v Berlíně, což byla vůbec první mezinárodní soutěž v ledním hokeji. Konal se od 4. do 6. března 1909. Turnaje se zúčastnilo šest mužstev, která se utkala vyřazovacím systémem.

## Výsledky

### 1. kolo
Berliner Hockey Club –  Charlottenburger Sport Club 1902 11:0 (4:0, 7:0)
4. března 1909 – Berlín (Eispalast)
Berlin HC:

Brankář: Raque.

Obránce: Mever.

Záložníci: Lindemann – Baer.

Útočníci: Killam – Guderian – Doerry.
Charlottenburg SC:

Brankář: Partecke.

Obránce: Hoffmann.

Záložníci: Krokowski – Krüger.

Útočníci: Martin – Wiemann – Warmuth.
 Berliner SC –  výběr Prahy 7:2 (4:1, 3:1)
5. března 1909 – Berlín (Eispalast)

Branky: ??? - Jarkovský, Palouš.
Berliner SC

Brankář: Bliesener.

Obránce: Lüdecke.

Záložníci: Steinke – Müller.

Útočníci: Kutscher – Grauel – Jakob.
výběr Prahy:

Brankář: Josef Gruss.

Obránce: Jan Fleischmann – Fallyn.

Záložníci: Jan Palouš.

Útočníci: Jaroslav Jarkovský – Otakar Vindyš – Ctibor Malý.

### Semifinále
Berliner Hockey Club –  Brussels Ice Hockey Club 1:3 (1:3, 0:0)
6. března 1909 – Berlín (Eispalast)

Rozhodčí: Louis Magnus (FRA).
Berlin HC:

Brankář: Raque.

Obránce: Mever.

Záložníci: Lindemann – Baer.

Útočníci: Killam – Guderian – Doerry.
Brussels IHC:

Brankář: Ehrlich.

Obránci: Pichuèque – Van der Straeten.

Záložník: Van den Bulcke.

Útočníci: Coupez – Duden – Charlier.
 Berliner SC –  Akademischer SC 1906 Dresden 1:3
6. března 1909 – Berlín (Eispalast)
Berliner SC

Brankář: Bliesener.

Obránce: Lüdecke.

Záložníci: Steinke – Müller.

Útočníci: Kutscher – Grauel – Jakob.
ASC 1906 Dresden

Brankář: Marcuard.

Obránce: Collett.

Záložnci: Tavel – Jacobi.

Útočníci: Tikkanen – Hartley – Green.

### Finále
Akademischer SC 1906 Dresden –  Brussels Ice Hockey Club 5:3pp (2:0, 0:2 – 1:1, 2:0)
6. března 1909 – Berlín (Eispalast)

Rozhodčí: M. Dreyer.
ASC 1906 Dresden

Brankář: Marcuard.

Obránce: Collett.

Záložnci: Tavel – Jacobi.

Útočníci: Tikkanen – Hartley – Green.
Brussels IHC:

Brankář: Ehrlich.

Obránci: Pichuèque – Van der Straeten.

Záložník: Van den Bulcke.

Útočníci: Coupez – Duden – Charlier.